# مریم حسین
مریم حسین (۱۶ سپتامبر ۱۹۸۸) بازیگر مراکشی - عراقی است.

## زندگی‌نامه
او در شهر تطوان مراکش به دنیا آمد و پدری عراقی و مادری مراکشی دارد. او بازیگری را از سال ۲۰۰۹ با حضور در سریال همسایگان آغاز کرد و پس از آن به کار ادامه داد. سریال خدمتکار شروع واقعی اوست و در سال ۲۰۱۱ تجربه خوانندگی را نیز داشت، همان موقع بود که تک آهنگی به نام مردان شفافا را ارائه کرد.